# Cadrema sternopleuralis
Cadrema sternopleuralis är en tvåvingeart som först beskrevs av Becker 1911.  Cadrema sternopleuralis ingår i släktet Cadrema och familjen fritflugor. Inga underarter finns listade i Catalogue of Life.